# Nossebro
Nossebro – miejscowość (tätort) w Szwecji, w regionie administracyjnym (län) Västra Götaland, w gminie Essunga.
Według danych Szwedzkiego Urzędu Statystycznego liczba ludności wyniosła: 1884 (31 grudnia 2015), 1956 (31 grudnia 2018) i 1966 (31 grudnia 2019).